# Rödjenäs
Rödjenäs är en herrgård i Björkö socken i Vetlanda kommun i Jönköpings län i Småland.
Rödjenäs är en smålandsherrgård med gamla vid sjön Nömmen. Gården ligger längs gamla vägen mellan Vetlanda och Nässjö på det småländska höglandet. Idag förekommer förutom skogsbruk även konferensverksamhet och aktiviteter som paintboll och kanotpaddling.